# Historia de Cercanías Madrid

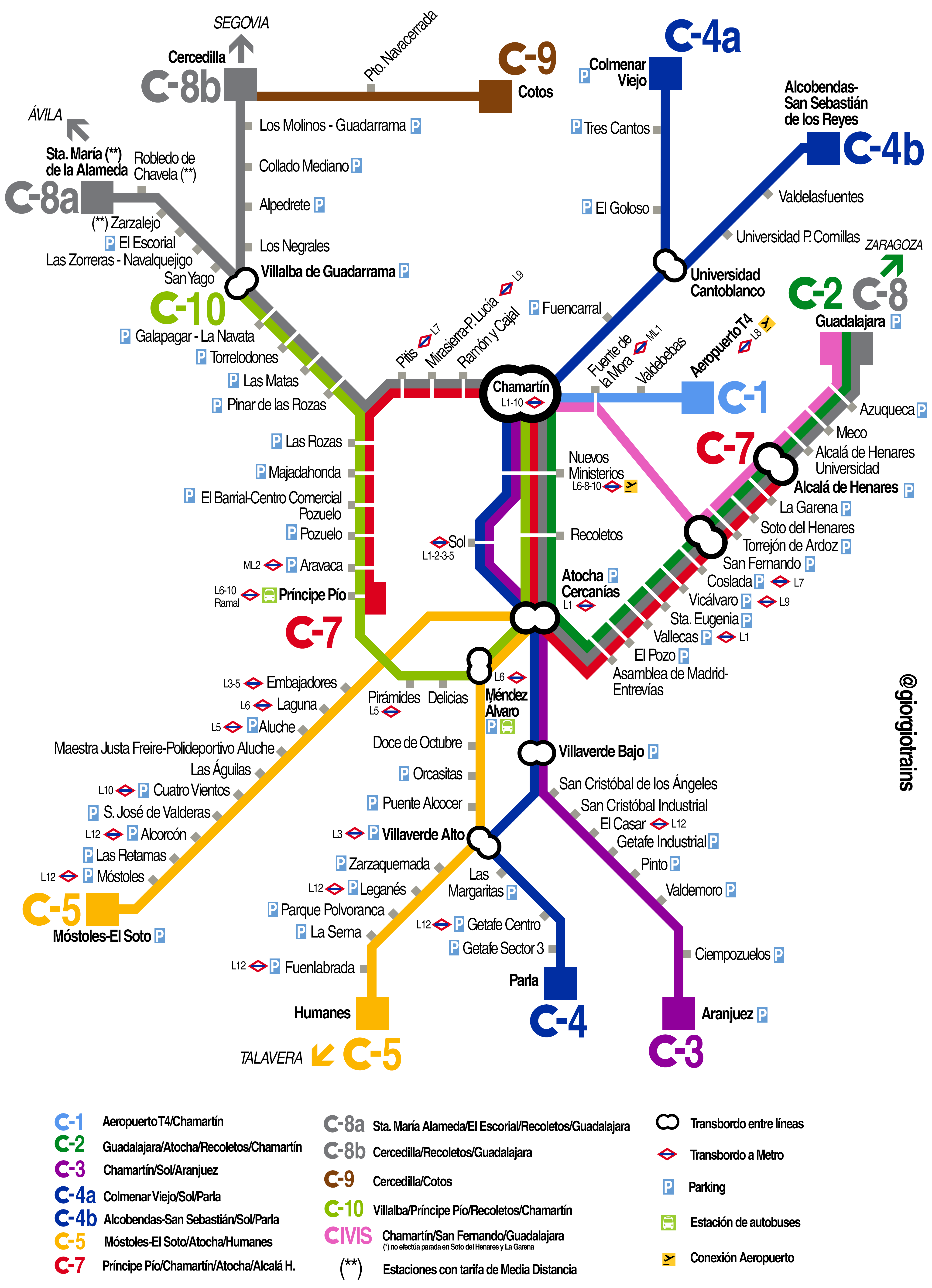
Plano de Cercanías Madrid a diciembre de 2024

La historia de Cercanías Madrid, el servicio ferroviario interurbano de Renfe en el ámbito de la Comunidad de Madrid (España), es la sucesión de hechos acaecidos desde 1851 que dio lugar en la década de 1980 a la red de Cercanías más importante de España con respecto al número de líneas y viajeros transportados. Se fundamenta en cuatro hechos decisivos:
- En 1980 se publica el Plan General Ferroviario[1] a nivel nacional y dos años después lo hará el Plan Ferroviario para el Área Metropolitana de Madrid.
- En 1985 surgió el Consorcio Regional de Transportes de Madrid, que reunía en un único organismo las competencias referentes a transportes en la Comunidad de Madrid (Ley 5/1985, de 16 de mayo, de creación del Consorcio Regional de Transportes Públicos Regulares de Madrid).
- En febrero de 1987 se creó el llamado Abono de Transportes, título de transporte para realizar ilimitados viajes durante un mes en una determinada zona, que proporcionaba una gran flexibilidad y comodidad a los viajeros, pues se podía utilizar en Cercanías Madrid, Metro de Madrid, autobuses urbanos e interurbanos. La zonificación estaba basada en una serie de coronas concéntricas centradas en Madrid y que abarcaban toda la Comunidad. Esto permitía reducir costes de viaje (antes los billetes eran incompatibles entre sí) y fomentar así el uso del transporte público.

- Por último, en 1989 el ingeniero Javier Bustinduy, fundador y director general de Renfe Cercanías,[2] ideó y ejecutó la reestructuración interna de RENFE para crear la Unidad de Negocio de Cercanías, división interna de la empresa con capacidad para gestionar las 12 redes de Cercanías creadas en España (Madrid, Barcelona, Bilbao, Sevilla, Valencia, Alicante/Murcia, Asturias, San Sebastián, Santander, Cádiz, Málaga y Zaragoza), con 40 líneas de viajeros, y 500 estaciones. Bajo su dirección, se gestó la duplicación de demanda y la triplicación de ingresos en cuatro años.

## Cronología

### sigloXIX
- 1851 (febrero): Se construye la línea ferroviaria entre Atocha y Aranjuez perteneciente a la Compañía MZA. Más de 130 años después se convertiría en la línea C-3 de Cercanías Madrid manteniendo el mismo trazado.
- 1859: Se construye la línea ferroviaria entre Atocha y Guadalajara, germen de la que luego sería la línea C-2. Perteneciente también a la Compañía MZA, se trataría del primer tramo de la construcción del ferrocarril Madrid-Zaragoza.
- 1861: Se abre al público la línea Madrid Estación del Norte (Príncipe Pío)-Villalba-El Escorial (futuras líneas C-8a y C10). Se trataba del primer tramo de la conexión entre Madrid y Francia.
- 1863: Se construye la línea El Escorial-Ávila, en la que se abren en el lado madrileño los apeaderos de Zarzalejo, Robledo de Chavela y Santa María de la Alameda.
- 1876: Abre al público la línea Madrid-Torrijos, sobre la que luego se construiría el tramo de la actual línea C-5 Atocha-Fuenlabrada-Humanes. Formaba parte de la conexión internacional entre Madrid y Lisboa.
- 1879: Se construye la línea Madrid-Ciudad Real, con parada en Getafe, que luego se convertiría en la línea C-4.
- 1888: Se abre el ramal Villalba-Cercedilla-Segovia (del que formaría parte la línea C-8b).
- 1891: Se construye la línea de vía estrecha entre la antigua estación de Goya (distrito de Latina) y Villa del Prado, con paradas en Alcorcón y Móstoles, tramo que luego se convertiría en parte de la línea C-5.

### Primera mitad delsigloXX
- 1923: Se pone en marcha el Ferrocarril Eléctrico del Guadarrama, la línea de montaña entre Cercedilla y Puerto de Navacerrada (primera mitad de la que luego sería la línea C-9).
- 1933: El Ministro de Obras Públicas Indalecio Prieto, en un plan para mejorar las infraestructuras de Madrid, decide la construcción de un túnel ferroviario entre la estación de Atocha y una nueva estación en el norte de la ciudad que se llamaría Chamartín. La prensa opositora, incrédula del proyecto, lo bautizó como el Túnel de la risa, nombre que llega hasta nuestros días, ya que, al atravesar el túnel con locomotoras accionadas por motores térmicos, el humo de los mismos provocaba este efecto en los pasajeros (la risa). La llegada de la Guerra civil española y la subsiguiente crisis económica retrasarían el proyecto durante décadas.

### Década de 1960
- 1964: Se prolonga el ferrocarril desde Puerto de Navacerrada hasta Cotos (segunda mitad de la que luego sería la línea C-9).
- 1965: Se cierra al tráfico el ferrocarril de vía estrecha entre Navalcarnero-Villa del Prado-Almorox.
- 1967: Se inaugura por fin el Túnel de la risa entre Atocha y Chamartín, cuya estación se inauguraría en 1968.
- 1968: Se abre la línea Madrid-Burgos, que tiene parada en Colmenar Viejo (tramo norte de las que luego serían las líneas C-1, C-7 y C-10).

### Década de 1970
- 1970: Se cierra la antigua línea de vía estrecha hasta Móstoles-Navalcarnero, para realizar las obras de acondicionamiento a vía de ancho ibérico en la nueva línea Móstoles-Aluche.
- 1975: Se inaugura el ramal hasta la estación de Cantoblanco.[3]
- 1975 (marzo): Se amplía Chamartín para convertirlo de un apeadero de 12 vías a la gran estación ferroviaria de 21 vías que es en la actualidad.[4]
- 1976 (octubre): Se inaugura la línea de ferrocarril entre Móstoles y Aluche.[5] (futura línea C-6, luego fusionada con la línea C-5)

### Década de 1980
- 1981 (abril): Se inaugura la línea Atocha-Parla.[6]

- 1981 (mayo): Se reestructuran algunas de las líneas de Cercanías de Madrid, para aumentar el número de plazas y los servicios ofrecidos.[7]

- 1983: La línea suburbana Laguna-Villaviciosa de Odón, precursora de la ya desaparecida C-6 Atocha-Móstoles (actualmente parte de la línea C-5), pasa a ser exclusiva para el transporte de Cercanías.

- 1984 (enero): Es inaugurado el túnel entre Aluche y Laguna, en la línea Atocha-Móstoles.[8]

- 1987 (enero): Entra en vigor la tarjeta de Abono de Transportes, promulgada por el Consorcio Regional de Transportes de Madrid. El uso de dicho título de transportes será también válido para los tramos de Cercanías que transcurran por el municipio de Madrid, si bien posteriormente fue extendido al resto de la Comunidad.[9]

- 1989 (enero): La apertura de la conexión ferroviaria entre Chamartín y Príncipe Pío (pasando por Majadahonda) provoca retrasos en las otras líneas, debido a una reestructuración logística de los trenes hacia esa zona de la red.[10]

- 1989 (28 de mayo): Se inaugura el túnel entre las estaciones de Laguna y Embajadores, perteneciente a la línea C-6.[11]Asimismo, queda inaugurada la estación de El Tejar, en las líneas C-7 y C-8.

- 1989 (24 de septiembre): La línea Atocha-Fuenlabrada estrena un nuevo tramo entre las estaciones de Atocha y Villaverde Alto, que hasta ahora compartía con la línea de Parla. Esto supone la inauguración de nuevas estaciones: Méndez Álvaro, Doce de Octubre, Orcasitas y Puente Alcocer.[12] Por otro lado, se abren al público los nuevos aparcamientos de disuasión de las estaciones de Las Rozas, Aranjuez y Majadahonda.[13]

- 1989 (noviembre): Se aprueba la construcción del túnel ferroviario entre las estaciones de Embajadores y Atocha, perteneciente a la línea C-6.[14]

### Década de 1990

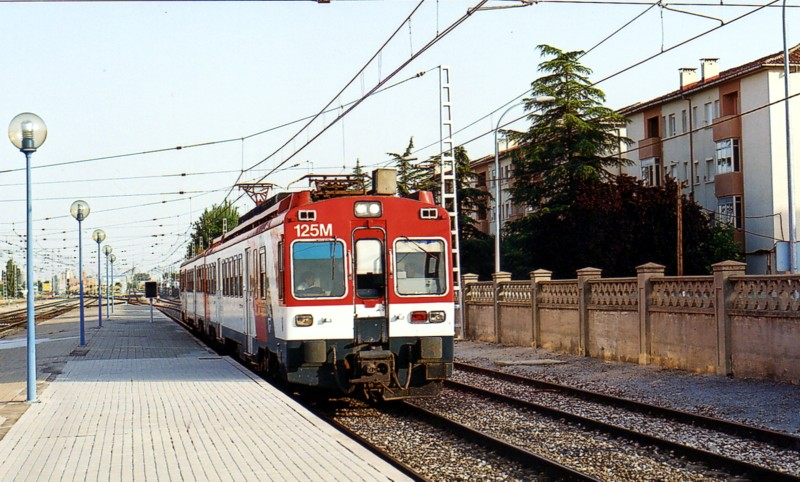
Tren modelo 440.

- 1990 (enero): Se informa de que el número medio de viajeros en día laborable en la red de Cercanías es de 305.000, siendo la línea C-6 Móstoles-Embajadores la más utilizada con 87.000 usuarios diarios.[15]

- 1990 (mayo): Los retrasos producidos por el descarrilamiento de un tren en la estación de Móstoles-El Soto en la línea C-6 indigna a los viajeros, algunos de los cuales queman tres vagones en San José de Valderas.[16] La línea debe permanecer cerrada todo un fin de semana para arreglar los desperfectos.[17]
- 1991: Debido a la construcción del AVE a Andalucía, el apeadero de Santa Catalina, de la línea C-3, deja de prestar servicio.

- 1991 (octubre): Se fusionan las líneas C-5 Atocha-Fuenlabrada y C-6 Embajadores-Móstoles, gracias a la inauguración del túnel ferroviario entre Atocha y Embajadores.[18]Inmediatamente se convierte en la línea C-5 Móstoles-Atocha-Fuenlabrada.
- 1992: El apeadero de Los Peñascales, de la línea C-8 deja de prestar servicio, por otro lado, en el apeadero de Pitis, los trenes de la C-8 dejan de efectuar parada en la estación, para pasar a hacerlo la línea C-7.

- 1994: Se construye una variante en vía doble de 2 km con una nueva estación subterránea en el centro de Parla, que sustituye a la anterior, como final de la línea C-4.
- 1994 (23 de diciembre): Queda inaugurada la estación de El Barrial-Centro Comercial Pozuelo en la línea C-7.

- 1995: Se abre la estación de Getafe Sector 3 en la línea C-4 entre Getafe Centro y Parla. También queda suprimido el apeadero de Pitis, de la línea C-7.

- 1996 (21 de junio): Se culmina el cierre del llamado Pasillo Verde Ferroviario entre Atocha y Príncipe Pío atravesando el barrio de Arganzuela de Madrid y bajo los Jardines del Moro. Esta actuación fue, junto a las conexiones de las líneas 6 y 10 de Metro, el inicio del plan de recuperación de la antigua estación del Norte en un moderno intercambiador de transportes, proceso aún en marcha tras la construcción del intercambiador de autobuses interurbanos y regionales en el antiguo patio de la estación, restando únicamente rehabilitar la puerta este, abandonada y casi en ruinas. El cierre de dicho pasillo conllevó la construcción de la estación de Pirámides y la nueva estación de Delicias, situada cerca de la monumental, cerrada en 1969 (actual Museo del Ferrocarril). Con esta apertura, se pone en servicio la nueva línea C-10 entre Villalba y Chamartín y la línea C-7b (de color rosa) entre Príncipe Pío y Tres Cantos. La línea C-7 cambia su denominación a C-7a.

- 1996 (septiembre): Se abre la estación de El Pozo en la línea Madrid-Zaragoza, incorporándose a las líneas C-1, C-2 y C-7a.

- 1997 (febrero): Se construye un nuevo aparcamiento con 1400 plazas en la estación de Pinar.

- 1997 (junio): Empiezan a circular los primeros trenes Civis 100 (directos o con pocas paradas) entre Atocha y Aranjuez.

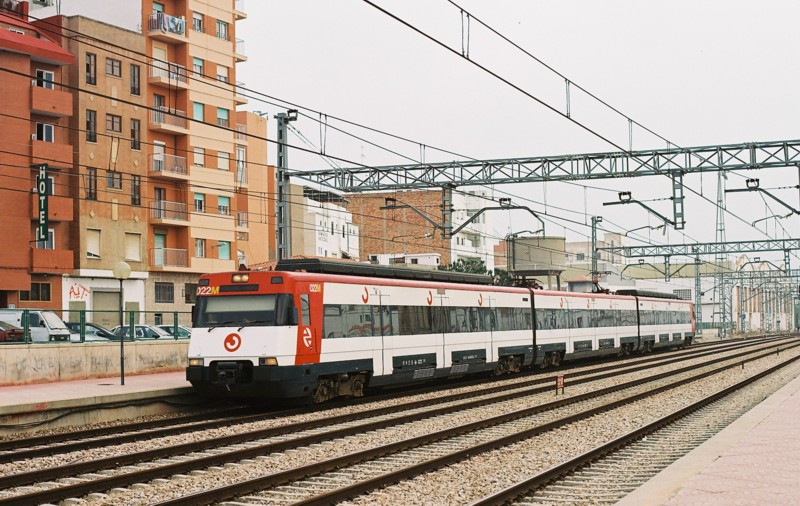
Tren modelo 447.

- 1998 (noviembre): Se anuncia la construcción del acceso ferroviario hasta Alcobendas y San Sebastián de los Reyes.

- 1999: Se reabre el apeadero de Pitis ahora convirtiéndose en estación con la llegada de la L-7 de Metro.

- 1999 (abril): Se construye la nueva estación de Torrelodones.

- 1999 (septiembre): Entra en servicio el sistema de ayuda a la conducción LZB que junto a otros sistemas permite la conducción automática en la línea C-5 Móstoles-Atocha-Fuenlabrada, el mismo que se usa en la línea de AVE Madrid-Sevilla.

- 1999 (octubre): Se aprueba el acceso ferroviario hasta Colmenar Viejo desde Tres Cantos.

- 1999 (diciembre): El número total de viajeros de la red de enero a diciembre de 1999 asciende hasta 201,3 millones.[19]

### Década de 2000

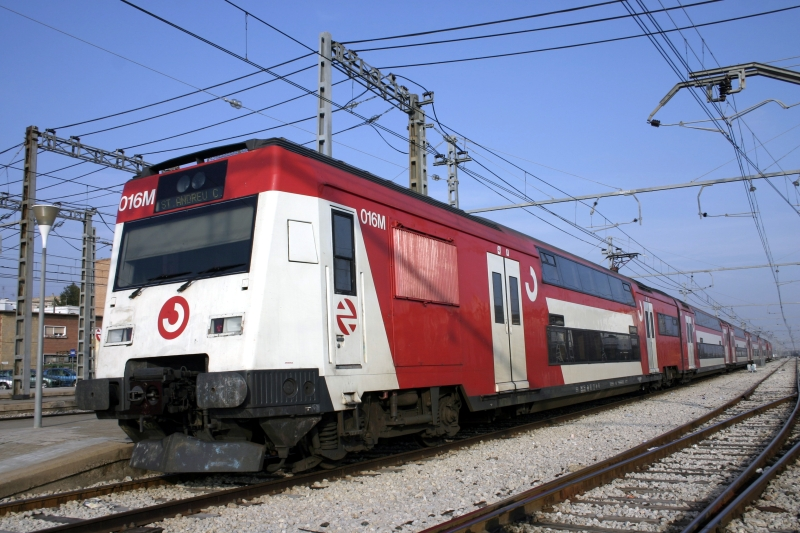
Tren modelo 450.

- 2000 (noviembre): Se inaugura la nueva estación de Getafe Centro.
- 2000 (diciembre): El número total de viajeros de la red de enero a diciembre de 2000 resulta ser de 212,4 millones (5,5% más que el año anterior, es decir, 11 millones más de viajeros).[19] Esto significa que la demanda se ha duplicado desde 1990. Por corredores, el mayor incremento lo tenemos en la línea de Móstoles (+16,2%), corredor Norte (+15,2%), Alcalá de Henares (+11,7%), Aranjuez (+11,2%), Fuenlabrada (+9,8%), Parla (+7,1%) y corredor Noroeste (+4%). La línea C-5 Móstoles-Atocha-Fuenlabrada se decanta como la que más viajeros tiene en un día laborable (336.546), mientras que la C-1 (Alcalá de Henares-Tres Cantos) es la que mayor incremento presenta (+16,8%).
- 2001 (febrero): Se inaugura el acceso a Alcobendas y San Sebastián de los Reyes desde Cantoblanco Universidad, con las estaciones de Universidad Pontificia de Comillas, Valdelasfuentes y Alcobendas-San Sebastián de los Reyes, llevando la línea C-1 por el mismo. La línea C-10 se prolonga a Tres Cantos los días laborables y la C-7b cambia de color de rosa a marrón. Asimismo se aprueba la construcción de un ramal entre Pinto y San Martín de la Vega.
- 2002 (abril): Se inaugura el ramal entre Pinto y San Martín de la Vega,[20] que a partir de ahora se denominará C-3a, que aparece en el plano con un color lila. La parada intermedia de Parque de Ocio dará servicio al Parque Warner.
- 2002 (julio): Comienzan las obras en la estación Nuevos Ministerios, para convertirla en un gran intercambiador entre Cercanías Renfe y las líneas 6, 8 y 10 de Metro de Madrid, así como con una zona especial de facturación de equipajes del Aeropuerto de Madrid Barajas. Por otro lado se prolonga la línea C-7b hasta Colmenar Viejo desde Tres Cantos.[21]
- 2002 (31 de julio): Se inaugura la estación de Las Retamas, en la línea C-5.
- 2002 (diciembre): El número total de viajeros de la red de enero a diciembre de 2002 arroja un balance de 916.182 usuarios diarios.[22][23] Destacan los casi 100.000 viajeros de Nuevos Ministerios (incremento de 31,4%), lo que la convierte en la segunda estación de la red, tras los 456.351 viajeros diarios de Atocha. Por orden de corredores, los mayores incrementos se registran en la línea de Colmenar Viejo-Tres Cantos (74.591 viajeros diarios, +21,1%), Parla (93.081 viajeros diarios, +20,9%), Aranjuez (42.743 viajeros diarios, +13,8%), Villalba (141.969 viajeros, +12,9%), Guadalajara-Alcalá de Henares (219.740 viajeros diarios, +8,1%), Móstoles (170.908 viajeros, +4,5%). Sólo el tramo entre Atocha y Fuenlabrada, con 172.595 viajeros diarios, ofrece un saldo negativo (-1,3%), achacable a las obras de Metrosur en las estaciones de Leganés y Fuenlabrada.
- 2003 (11 de abril): Inaugurada la estación ferroviaria de El Casar (Getafe), que tiene correspondencia con la Línea 12 (Metro de Madrid).
- 2003 (julio): Se anuncia la aprobación de la prolongación de la línea C-5 desde Fuenlabrada hasta Humanes de Madrid.
- 2004 (enero): Comienzan a circular en explotación comercial los nuevos trenes del modelo Civia en la línea C-4 entre Atocha y Parla[24] (la circulación en pruebas se venía haciendo desde el mes de marzo de 2003).

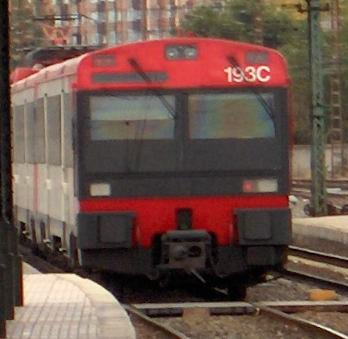
Tren reformado del modelo 440.

- 2004 (febrero): Se prolonga la línea C-5 desde Fuenlabrada hasta Humanes.[25]
- 2004 (11 de marzo): Se producen los atentados del 11-M en varios trenes y estaciones de Cercanías de la red.
- 2004 (22 de mayo): Se inaugura la estación de La Garena, en las líneas C-1, C-2 y C-7.
- 2004 (10 de junio): Se inaugura la estación de Parque Polvoranca, en la línea C-5.
- 2004 (julio): Comienza la construcción del llamado nuevo Túnel de la risa desde la estación de Atocha hasta Chamartín, con paradas intermedias previstas en Sol-Gran Vía, Alonso Martínez y Nuevos Ministerios.[26]
- 2004 (diciembre): Se alcanza un total de 885.819 viajeros en día laborable en toda la red de Cercanías Madrid, lo cual supone un incremento del 0,6% respecto del año anterior.[27]
- 2005 (mayo): Se aprueban las obras de mejora de Embajadores para solucionar la saturación de viajeros que sufre dicha estación.[28]
- 2005 (julio): Termina la primera fase de la perforación del llamado Nuevo Túnel de la risa, en su tramo Atocha y Nuevos Ministerios.[29]
- 2005 (octubre): Remodelación de la estación de Valdemoro, con instalación de ascensores y ampliación de andenes.
- 2005 (diciembre): Termina la segunda fase de la perforación del llamado nuevo Túnel de la risa, en su tramo Nuevos Ministerios y Chamartín.[30] Por otro lado, el número total de viajeros de Cercanías Madrid entre enero y diciembre de 2005 resulta ser de 248,5 millones.[31]

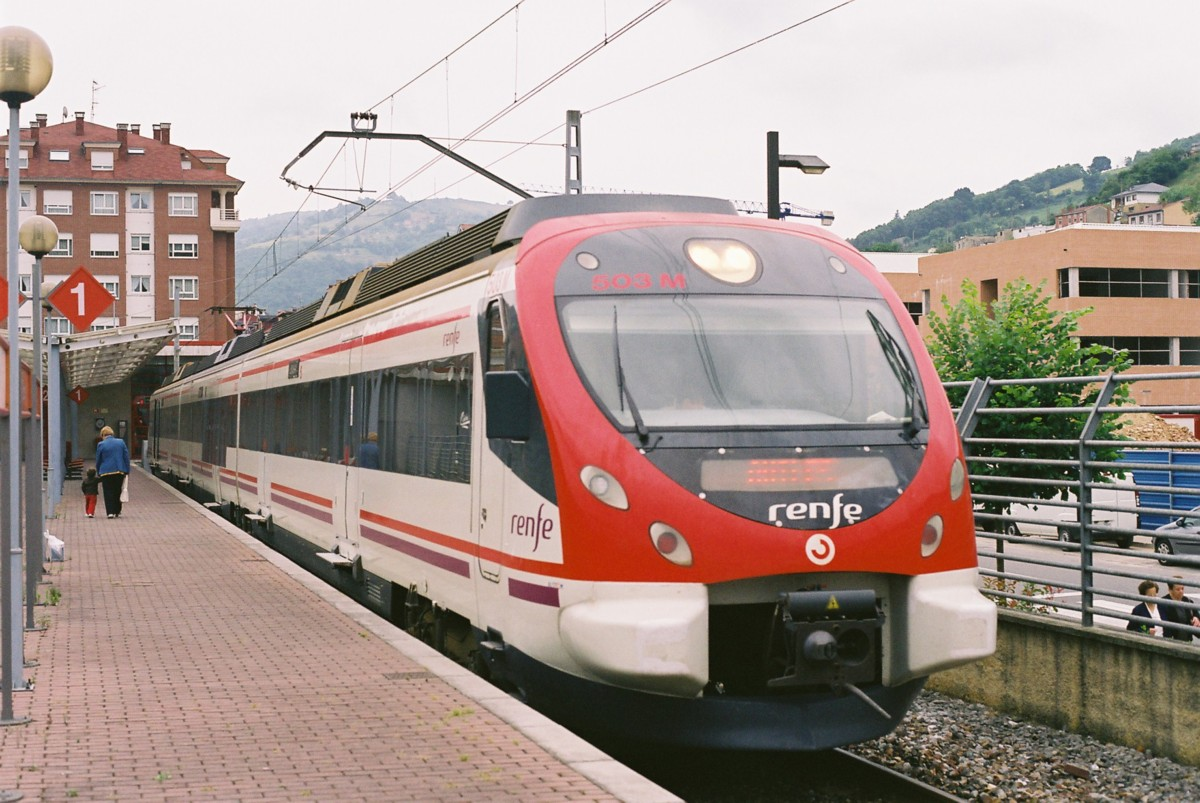
Tren del modelo Civia.

- 2006 (febrero): El Senado aprueba la construcción de la tercera y cuarta vía entre las estaciones de Pinto y Aranjuez, así como otras mejoras en las estaciones de ese tramo de la línea C-3. Asimismo se solicita la construcción de nuevas estaciones en los barrios de La Tenería (Pinto) y Parque Andalucía (Getafe), así como la reubicación de la estación de Seseña. (Ninguna de las mejoras citadas en este punto han sido realizadas)
- 2006 (abril): Se aprueban las obras en la estación de Parla para facilitar la correspondencia con el tranvía, así como la construcción de una nueva estación de Cercanías en el norte de la localidad (Parla Norte).[32]
- 2006 (junio): Comienzan las obras de la estación de Sol-Gran Vía del nuevo Túnel de la risa, donde se encuentran restos arqueológicos de interés.[33]
- 2006 (noviembre): Cercanías Madrid logra transportar 187,2 millones de viajeros entre enero y septiembre de 2006 (3% más que en el mismo periodo del año anterior, lo que equivale a más de 5 millones de viajeros).[31] Dicho incremento en la demanda se achaca a las obras del Metro de Madrid, la carretera de circunvalación M-30 y el incremento de parquímetros en el centro. Las previsiones para el conjunto del periodo enero a diciembre de 2006 son de 255 millones de viajeros. De este estudio se deduce también que la línea peor valorada de todas es la C-3 Atocha-Aranjuez.
- 2006 (diciembre): La caída de un camión desde un puente sobre las vías de tren entre las estaciones de Pinto y Valdemoro corta la línea C-3 Atocha-Aranjuez, así como las líneas de largo recorrido hacia Levante y Andalucía.[34]
- Otras obras realizadas en 2006: remodelación de Asamblea de Madrid-Entrevías, Aravaca, Cantoblanco Universidad y Azuqueca.

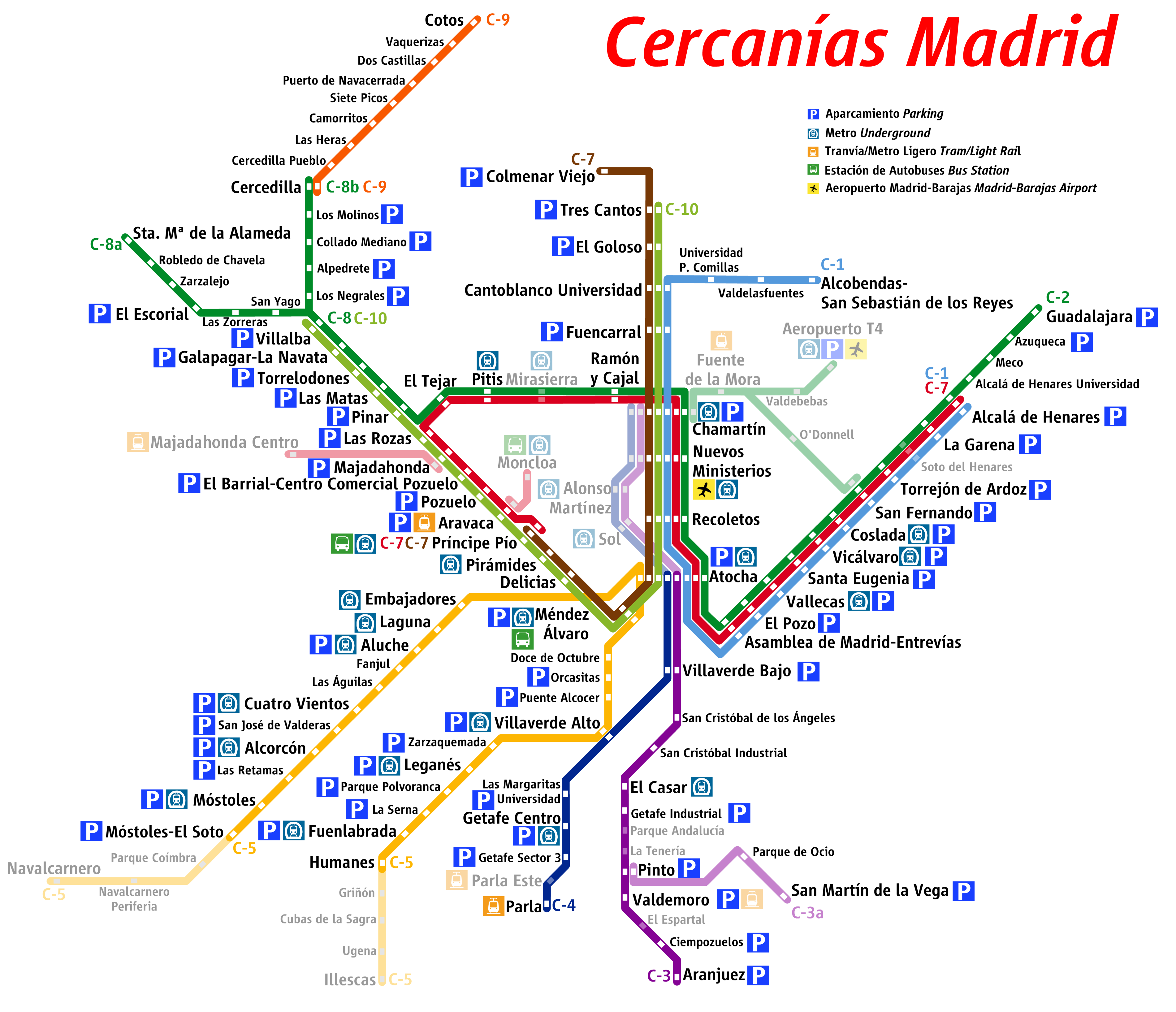
Mapa de la red de Cercanías Madrid en el año 2007.

- 2007 (enero): Se adjudica la construcción de las estaciones de Cercanías Mirasierra y O'Donnell[35] (la licitación se produjo en octubre de 2006).[36]
- 2007 (marzo): Se adjudica la construcción de la línea de Cercanías Chamartín-Aeropuerto de Madrid Barajas, con nuevas estaciones en Manoteras (donde habrá correspondencia con el Metro Ligero 1), Valdebebas y Barajas (en la Terminal 4 del aeropuerto).[37] La licitación se produjo en noviembre de 2006.[38]
- 2007 (11 de abril): Comienzan a circular los trenes modelos Civia en la línea C-3 Atocha-Aranjuez.[39] Asimismo, el apeadero de Seseña deja de prestar servicio y se anuncia la restauración de la estación de Aranjuez, con la instalación de ascensores, restauración de andenes, fachada, etc.[40]
- 2007 (mayo): Se licita la construcción del acceso ferroviario desde Móstoles hasta Navalcarnero.[41]
- 2007 (julio): Las inestabilidades encontradas en el puente ferroviario sobre el río Jarama, entre Ciempozuelos y Aranjuez, obliga a cortar por segunda vez en siete meses la línea C-3 y las líneas de largo recorrido hacia Levante y Andalucía. Los trayectos entre ambas estaciones se realizan durante varios días en autocares.[42][43] En otro orden de cosas, se aprueba la realización de estudios técnicos para prolongar la línea C-5 desde Humanes hasta Illescas.[44]
- 2007 (agosto): Entre los días 7 y 23 se corta el llamado Túnel de la risa entre Atocha y Chamartín con motivos de las obras de construcción del nuevo túnel entre ambas estaciones (previsto para 2008).[45]
- 2007 (septiembre): El gobierno central admite que la Comunidad de Madrid participe en la gestión de las Cercanías, aunque sin llegar a producirse un traspaso de competencias, como quería el gobierno regional.[46] Por otro lado, se pretendía que la estación de Sol-Gran Vía del nuevo Túnel de la risa abriera en 2009 pero a la postre sólo abrirá como estación de Sol (la salida de Gran Vía permaneció en obras hasta 2021).[47] Además, se aprueban las obras de la tercera y cuarta de vías entre San Cristóbal de los Ángeles y Pinto en la línea C-3, así como la construcción de las nuevas estaciones de Parque Andalucía (Getafe) y La Tenería (Pinto).[48]
- 2007 (noviembre): El Ministerio de Fomento adjudica el estudio informativo de las obras de prolongación de la línea C-5 desde Humanes hasta Illescas, con paradas intermedias en Griñón, Cubas de la Sagra y Ugena.[49]
- 2007 (diciembre): La Comunidad de Madrid anuncia que construirá una línea de tren que conectaría el municipio de Majadahonda con el intercambiador de Moncloa.[50] Para ello se plantean aprovechar parte de las infraestructuras ahora existentes entre Majadahonda y el Puente de los Franceses, para luego crear un ramal hasta Moncloa.
- 2008 (julio): El gobierno de la Comunidad de Madrid solicita[51] al Ministerio de Fomento la inversión urgente en infraestructuras para Cercanías Madrid, entre las que se encuentra la construcción de 20 nuevas estaciones y las prolongaciones de diversas líneas (de San Sebastián de los Reyes a El Molar, de Humanes hasta Griñón -ya prevista[49]-, de Colmenar Viejo a Soto del Real o de Cabezuela a Guadarrama).
- 2008 (9 de julio): Se inaugura la nueva conexión ferroviaria de Cercanías entre las estaciones de Atocha y Chamartín, correspondientes a las líneas C-3 y C-4.[52] Asimismo se produce una reestructuración de las demás líneas, con la desaparición de la C-1, la prolongación de la C-4 hasta Alcobendas-San Sebastián de los Reyes y Colmenar Viejo, la finalización de la C-10 en Pitis y la C-7 (eliminando el color marrón del plano) en Chamartín.
- 2009 (28 de noviembre): Presentado un plan de ampliación y mejora del Ministerio de Fomento para el periodo 2009-2015 cifrado en unos 5000 millones de euros, con la construcción de 115 kilómetros de nuevas líneas, duplicación de 66 kilómetros de vías ya existentes, construcción de 24 nuevas estaciones y 5 nuevos intercambiadores, modernización de 55 estaciones ya existentes y adaptación del 100% de estaciones para personas con movilidad reducida.[53]
- 2009 (27 de junio): Queda inaugurada, tras seis años de obras, la Estación de Cercanías de Sol entre Atocha y Nuevos Ministerios en el llamado nuevo Túnel de la risa. Se encuentra en la plaza más céntrica y concurrida de Madrid.[54] En ella confluyen dos líneas de Cercanías (C-3 y C-4) y tres de Metro de Madrid (L1, L2 y L3). Esto trae consigo un nuevo plano.
- 2009 (14 de diciembre): Cercanías Madrid cumple 20 años y lo celebra con una exposición en la estación de Príncipe Pío.[55]

### Década de 2010
- 2010 (1 de agosto): Se clausura la estación de El Tejar tras 22 años de servicio.
- 2011 (24 de marzo): Se inaugura la estación de Fuente de la Mora (ampliando al mismo las líneas C-7 y C-10 (que deja de ir a Pitis)), la cual da servicio tanto a los vecinos de la zona de Manoteras y Sanchinarro, como a todos aquellos que realicen transbordos desde la estación de Metro Ligero del mismo nombre. Es el primer apeadero del enlace ferroviario con la T4 de Aeropuerto de Barajas.[56]
- 2011 (verano). Se suprimen los apeaderos de la Línea C-9: Cercedilla Pueblo, Las Heras, Camorritos, Siete Picos, Dos Castillas y Vaquerizas. De esta forma, gran parte de la ladera central de la sierra de Guadarrama queda incomunicada.
- 2011 (22 de septiembre): Se inaugura la Estación de Aeropuerto T4, sirviendo al aeropuerto de su primera conexión ferroviaria. Creándose así la nueva línea C-1. Además se amplía la línea C-3 hasta El Escorial. Se producen también modificaciones en los trenes con destino Ávila.
- 2012 (26 de marzo): Se pone en servicio en la línea C-4 el sistema de señalización ferroviaria ERTMS, utilizado en líneas de Alta Velocidad en España[57]
- 2012 (4 de abril): La Comunidad de Madrid obliga a Renfe a suprimir el servicio de la Línea C-3a Pinto-San Martín de la Vega, por su bajo nivel de viajeros (190 diarios) y su elevado coste de mantenimiento (3 millones de euros anuales), incomunicando la localidad de San Martín de la Vega y el Parque Warner.[58]
- 2014 (1 de abril): El Ayuntamiento de Torrejón de Ardoz, la Comunidad de Madrid y ADIF firman el convenio por el que llevarán a Torrejón su segunda estación de Cercanías, Estación de Soto del Henares.[59]
- 2015 (11 de marzo): Se inaugura la remodelación de la estación de Torrejón de Ardoz tras la mejora de los andenes.[60]
- 2015 (31 de agosto): Queda inaugurada, tras dos años de obras, la estación de Soto del Henares, siendo el segundo apeadero en el municipio de Torrejón de Ardoz. Esta estación queda situada en el tramo entre Torrejón de Ardoz y La Garena.[61]
- 2015 (16 de diciembre): Queda inaugurada, tras cuatro años sin servicio, la estación de Valdebebas (línea C-1), la cual da servicio a los vecinos del barrio de Valdebebas, y que completa el enlace ferroviario con la T4 del Aeropuerto de Barajas, situada en el tramo entre Fuente de la Mora y Aeropuerto T4.[62]
- 2017 (enero): Se prolonga temporalmente la línea C-10 a Aeropuerto T4 como refuerzo debido a las obras de la línea 8 de Metro. Finalizadas las obras, la ampliación quedó como definitiva.
- 2017 (febrero): Se implanta el servicio Wi-Fi "PlayRenfe" en Getafe Centro, Nuevos Ministerios, Sol, Méndez Álvaro, Príncipe Pío y Atocha.
- 2017 (marzo): A través de Google Street View, pueden visitarse las estaciones de Nuevos Ministerios, Pirámides, Sol, Atocha, Laguna, Embajadores, Aeropuerto T4, Cuatro Vientos, Méndez Álvaro, Villaverde Alto, Aluche, Pitis y Príncipe Pío.[63]
- 2018 (5 de febrero): Se inaugura la estación de Mirasierra-Paco de Lucía, en las líneas C-3, C-7 y C-8.
- 2018 (5 de noviembre) Renfe rediseña el plano de líneas de Cercanías y reorganiza las mismas, de manera que la línea C-3 queda desdoblada en dos, una que finaliza en Chamartín y la nueva C-3a (de color rosa) hasta El Escorial y Santa María de la Alameda-Peguerinos. Por otro lado, la línea C-7 queda unida a la C-1 (indicando en el plano una cabecera común en Príncipe Pío) y la línea C-8 (con un nuevo color gris) queda configurada como Guadalajara-Cercedilla.
- 2019 (1 de julio): Se implanta de forma definitiva la tarjeta sin contacto +renfe&tú, eliminando los billetes de banda magnética.
- 2019 (verano): Cerrado por obras el túnel Atocha-Recoletos-Chamartín, modificando el servicio de las líneas C-1, C-2, C-7, C-8 y C-10.

### Década de 2020
- 2020 (14 de marzo): Debido a la crisis sanitaria por la COVID-19, la línea C-9 queda cerrada hasta nuevo aviso.
- 2021 (9 y 10 de enero): A consecuencia de la borrasca Filomena, el servicio de trenes queda suspendido en todas las líneas, reanudándose paulatinamente el servicio entre el 10 y 11 de enero.
- 2021 (16 de julio): Queda abierto el paso subterráneo de Sol a Gran Vía, lo que permite la conexión de las líneas C-3, C-3a y C-4 con la línea 5 de Metro.
- 2021 (verano). Se producen diversas obras en la red. La línea C-4 quedó suspendida entre Las Margaritas-Universidad y Getafe Sector 3, la línea C-5 quedó suspendida entre Villaverde Alto y Doce de Octubre y las líneas C-1, C-2, C-7, C-8 y C-10 quedaron suspendidas entre Atocha y Nuevos Ministerios.
- 2021 (octubre): Se pone en marcha el nuevo sistema Cronos, que permite validar la tarjeta de crédito o débito en los tornos de las estaciones.
- 2022 (3 de septiembre) Se reanuda el servicio en la línea C-9 tras dos años cerrada.
- 2023 (4 de febrero): Comienzan las obras en la estación de Madrid-Chamartín-Clara Campoamor, empezando por suspender el servicio en las líneas C-3, C-3a y C-4 entre esta y Nuevos Ministerios. Los trenes de la C-3 finalizan en Atocha y los de la C-4 continúan a Sol y Nuevos Ministerios, mientras que la línea C-3a se fusiona con la C-2, de modo que los trenes con destino El Escorial pasan a circular por Guadalajara y Recoletos.
- 2023 (23 de diciembre) Una vez finalizadas las obras en el túnel de Sol, el ramal entre Villalba y El Escorial vuelve a formar parte de la línea C-8 con la denominación C-8a al igual que lo hizo antes del 22 de septiembre de 2011, por lo que la línea C-3a deja de prestar servicio.[64]
- 2024 (6 de mayo) Se clausura temporalmente la línea C-9 por obras de renovación de duración estimada de un año
- 2024 (6 de julio) Segundo corte por las obras de la estación de Chamartín-Clara Campoamor. Las líneas C-1 y C-10 finalizan en esta estación y se implanta una lanzadera al Aeropuerto T4 cada 20 minutos. Las finalización de las obras estaba prevista para el 5 de octubre, pero fueron aplazadas en diversas ocasiones, hasta el 27 de noviembre y 7 de diciembre, hasta finalmente implementar el próximo esquema de líneas que cortó definitivamente las líneas del Aeropuerto.
- 2024 (15 de diciembre) Se cortan definitivamente las líneas C-1 y C-10 en Chamartín. La línea C-7 finalizará a su vez en Príncipe Pío sin continuar como C-1 hacia el aeropuerto. Con estos cambios se implanta un nuevo plano donde la C-9 cambia su color de naranja a marrón, el CIVIS se dibuja en rosa, y se reimplanta la denominación C-8b para el ramal de Cercedilla.[65]
- 2025 (febrero a julio): La línea C-1 baja sus frecuencias de 20 a 25 minutos debido a las obras de acceso del AVE al Aeropuerto T4. El 7 de julio, y una vez concluidas las obras, aumenta sus frecuencias a un tren cada 15 minutos.[66]
- 2025 (julio): Comienzan las obras en la estación de Atocha-Cercanías para implantar un esquema 4+4+2, de modo que la vía 8 pase a ser una vía de salida del túnel de Sol. Para poder realizar estas obras, del 2 al 30 de julio se suspende el servicio de la línea C-5 entre Villaverde Alto y Embajadores, y del 19 de julio al 30 de agosto, se suspende el servicio en el túnel de Sol, afectando a las líneas C-3 y C-4.[67]